# Aeroportul Staroselye
Aeroportul Staroselye (IATA: RYB, ICAO: UUBK) este un aeroport din Rîbinsk, Regiunea Iaroslavl, Rusia ce deservește zona Rîbinsk.
Situat la o altitudine de 129 m, aeroportul dispune de 1 pistă. Este operat de Saturn (NPO)⁠(d).

## Infrastructură

### Piste
Aeroportul dispune de o singură pistă. Pista 04/22 are suprafața de asfalt și dimensiunile 2.000 m × 29 m. 